# Hieracium atrocephalum
Hieracium atrocephalum es una especie de planta con flor del género Hieracium, de la familia Asteraceae, orden Asterales.

## Distribución
Hieracium atrocephalum se distribuye por el Cáucaso septentrional y Georgia.

## Taxonomía
Fue descrita científicamente por Schmalh. Fue publicada en Ber. Deutsch. Bot. Ges. 10: 290 (1892).